# Cedric Dawe
Cedric Dawe est un directeur artistique britannique né le 2 juin 1906 à Wandsworth (désormais inclus dans le Grand Londres) et mort le 10 février 1996 à Chartridge (Buckinghamshire).

## Filmographie (sélection)

### Cinéma
- 1949 : La Rose et l'Oreiller (Once Upon a Dream) de Ralph Thomas
- 1950 : Si Paris l'avait su (So Long at the Fair) d'Antony Darnborough et Terence Fisher
- 1953 : Une affaire troublante (Personal Affair) d'Anthony Pelissier
- 1955 : Norman diplomate (Man of the Moment) de John Paddy Carstairs
- 1956 : Commando en Corée (A Hill in Korea) de Julian Amyes
- 1956 : La Page arrachée (Lost) de Guy Green
- 1957 : Frontière dangereuse (Across the Bridge) de Ken Annakin
- 1958 : In the Pocket (The Big Money) de John Paddy Carstairs
- 1963 : La Révolte des Triffides (The Day of the Triffids) de Steve Sekely
- 1967 : Carry on Doctor (en) de Gerald Thomas

### Télévision
- 1954-1956 : Les Aventures du colonel March (22 épisodes)
- 1967-1968 : Le Saint (11 épisodes)
- 1969-1970 : Département S (16 épisodes)